# União das Freguesias de Carlão e Amieiro
Die União das Freguesias de Carlão e Amieiro ist eine portugiesische Gemeinde (Freguesia) im Kreis (Concelho) Alijó im Norden Portugals.

## Geschichte
Die Gemeinde entstand im Zuge der Gebietsreform vom 29. September 2013 durch die Zusammenlegung der ehemaligen Gemeinden Carlão und Amieiro. Carlão wurde Sitz der neuen Verwaltung.

## Demographie
| Freguesia | Freguesia        | Freguesia | Freguesia       | ehemalige Freguesias | ehemalige Freguesias | ehemalige Freguesias | ehemalige Freguesias |
| --------- | ---------------- | --------- | --------------- | -------------------- | -------------------- | -------------------- | -------------------- |
| Wappen    | Freguesia        | Einwohner | Fläche in (km²) | Wappen               | Freguesia            | Einwohner            | Fläche in (km²)      |
|           | Carlão e Amieiro | 627       | 33,01           |                      | Carlão               | 716                  | 26,54                |
|           | Carlão e Amieiro | 627       | 33,01           | Amieiro              | 81                   | 6,46                 |                      |